# Rhododendron virgatum
Rhododendron virgatum är en ljungväxtart som beskrevs av Joseph Dalton Hooker. Rhododendron virgatum ingår i släktet rododendron, och familjen ljungväxter. Inga underarter finns listade i Catalogue of Life.

## Bildgalleri

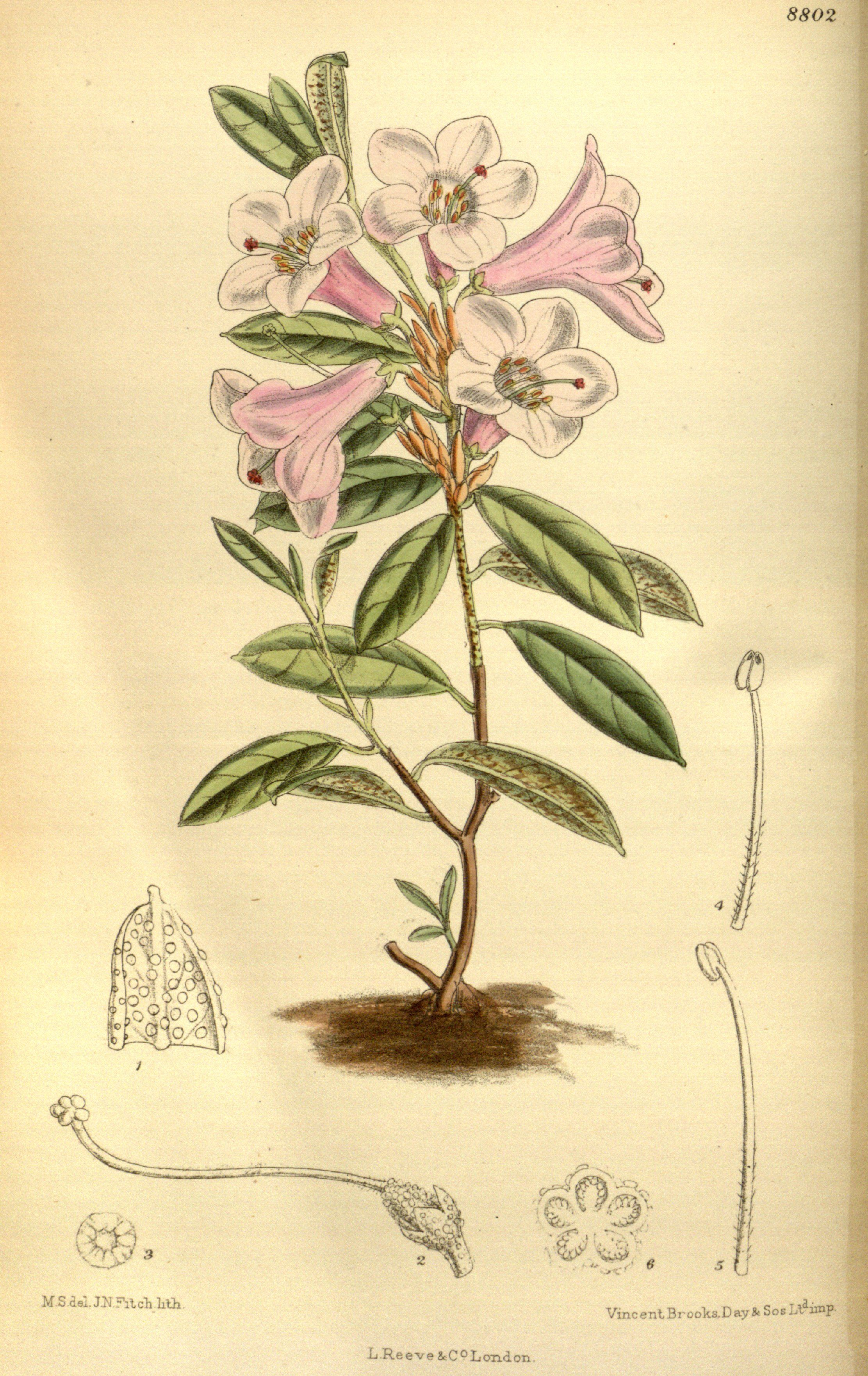